# Росси, Нестор
Нестор Рауль Росси (исп. Néstor Raúl Rossi; 10 мая 1925, Буэнос-Айрес — 13 июня 2007, Буэнос-Айрес) — аргентинский футболист, полузащитник. После завершения игровой карьеры работал тренером.

## Карьера
Нестор Росси родился в Буэнос-Айресе на улице Лабарден дель Парке Патрисиос в семье Сегундо Росси и Хосефы Элолы.
Он воспитанник клубов «Атлетико Беккар де Беккар», «Спортиво Акасуссо» и «Платенсе», однако он начал свою карьеру в другой команде, «Ривер Плейт», куда попал благодаря Карлосу Пеуселье, увидевшему его во время матча «Беккар де Беккара». За три годы Нестор прошёл пусть от пятой команды клуба, до основного состава. Он дебютировал в команде 24 июня 1945 года в матче с клубом «Расинг», завершившимся победой его команды 2:0. В первые два сезона Росси «присматривался» к команде, но затем он смог завоевать место в составе клуба. В 1947 году Нестор выиграл свой первый трофей, чемпионат Аргентины (в 1945 году Росси провёл слишком мало матчей, чтобы считаться игроком основного состава «Ривера»). В 1949 году Росси перешёл в клуб «Мильонариос», для того, чтобы заработать денег: многие аргентинские футболисты охотно покидали свои клубы и уезжали играть в Колумбию, так как условия, зачастую, там были лучше и зарплата выше. В Колумбии Росси выиграл 4 чемпионата страны, Кубок страны, а также Малый Кубок мира. Также во время пребывания в этой стране полузащитник заработал больше денег, чем во все остальные годы его карьеры. В 1955 году Росси вернулся в «Ривер» и выиграл с клубом ещё три титула чемпиона страны. Завершил карьеру Нестор в «Уракане» в 1961 году.
В составе сборной Аргентины Росси дебютировал 2 марта 1947 года в матче с Уругваем. В том же году он выиграл чемпионат Южной Америки, а через 10 лет повторил это достижение. В 1958 году Росси провёл все три игры сборной на чемпионате мира, эти встречи стали последними для Нестора в футболке «Альбиселесты».

## Достижения

### Как игрок
- Чемпион Аргентины: 1945, 1947, 1955, 1956, 1957
- Чемпион Южной Америки: 1947, 1957
- Чемпион Колумбии: 1949, 1951, 1952, 1953
- Обладатель Кубка Колумбии: 1953
- Обладатель Малого Кубка мира: 1953

### Как тренер
- Чемпион Аргентины: 1965